# Слоутська сільська рада
Сло́утська сільська́ ра́да — колишній орган місцевого самоврядування у Глухівському районі Сумської області. Адміністративний центр — село Слоут.

## Загальні відомості
- Населення ради: 1 759 осіб (станом на 2001 рік)

## Населені пункти
Сільській раді підпорядковані населені пункти:
- с. Слоут
- с. Долина

## Склад ради
Рада складається з 16 депутатів та голови.
- Голова ради: Прилуцька Галина Василівна
- Секретар ради: Горобченко Людмила Володимирівна

### Керівний склад попередніх скликань
| Прізвище, ім'я, по батькові    | Основні відомості                                                         | Дата обрання | Дата звільнення |
| ------------------------------ | ------------------------------------------------------------------------- | ------------ | --------------- |
| Костюченко Олександра Іванівна | Сільський голова, 1952 року народження, позапартійна                      | 26.03.2006   | 31.10.2010      |
| Прилуцька Галина Василівна     | Сільський голова, 1967 року народження, освіта вища, член Партії регіонів | 31.10.2010   |                 |

Примітка: таблиця складена за даними сайту Верховної Ради України